# おっぱい揉んだり挿入したり〜透ける身体と触れる指先
『おっぱい揉んだり挿入したり〜透ける身体と触れる指先〜』（おっぱいもんだりそうにゅうしたり すけるからだとふれるゆびさき）は、浦瀬しおじによる日本の漫画。2015年3月26日に電子書籍で発売。眠ると幽体として移動することが出来る特異体質、江川啓志がそれを利用して様々な女性にエッチなイタズラをしかけるエロラブコメ。

## 登場人物
江川啓志
主人公。高校生。半年前に相手のわき見運転による交通事故に巻き込まれ、臨死体験をしたのがきっかけで、眠ると幽体離脱が出来る特異体質となった。当初は空を飛んだりしているようで楽しんでいたが、出来心から女子更衣室の覗きを楽しむようになり、能力の使い方によっては触れることが出来るというのも判明した。ただし、幽体となって、色情に走りすぎたことから、性的な満足をしないと、生身に戻れなくなる体質となってしまい、終盤では行動に制限がかかってしまった。
城之内優華
江川が通う高校の理事長の娘であり地元では一番大きい家に住んでいる大金持ち。一般人を見下す高飛車な性格で取り巻きがいるほど生徒としての立場も強い。美貌の持ち主であり巨乳でスタイルも良く、肢体もしなやかであり、そして処女。江川の新しい能力が開花した折に、偶然ぶつかってしまったが、その時に傲慢な態度を江川にとったことから、制裁を兼ねて新しい能力の実験台と定められてしまう。幽体離脱した江川に家を突き止められ、偶然シャワーを浴びていて全裸であったことから、すぐに両胸を背後から揉まれるなど愛撫されてしまい、素性のしれない快感と得体のしれない体験に怖くなった優香は浴室を出たが、つきまとっていた江川に相変わらず愛撫され、しまいには両親に助けを求めたところで江川に生身でないとはいえ挿入をされてしまい、絶頂を迎えて失神してしまった。翌日に三峰に相談したいことがあると話をしようとしたところで彼女の出番は終わる。江川の初体験の相手となるが生身でなかったことから、江川自身も「脱童貞になるのかな？」と悩んでいた。
三峰静香
神社の跡取り娘。親は由美子さんが亡くなった後の怪奇現象をお祓いした人物とのこと。パイズリが出来るほどの巨乳。家系から幽霊の知識と扱いに長けており、江川と由美子さんの正体にも気づいていたが、直感で悟っているようなものであり、姿を目視することはできなかった。髪結びに幽霊を近づけない術が施されており、江川も由美子さんも当初は近づけなかったが、機転を利かせた反撃で、髪結びを壊されたことから、由美子さんに乗り移られたが霊に強い体質からか、意識は奪えず、それを逆手に取り、体育倉庫で自分の体を江川に愛撫させて辱めた。
井原由美子
15年前くらいに校内の事故で亡くなった女子生徒。通称「由美子さん」。彼女が亡くなってから、しばらくして怪奇現象がおきたとのこと。生前はエッチにかなり興味をもっており、寝る間を惜しむほどにエロ本やエロビデオを見ていたが、それで寝不足となり、階段でよろめいて踏み外して転落死をしたのが事の真相。ポルターガイストを引き起こすことが出来る。成仏できなかったのも肝心のセックスを出来なかった心残りからである。幽体離脱していた江川と荒沢の事の成り行きを見たことで、自身も活動を活性化させ、江川がジュンとマッキーをはべらかせていたところにマッキーに乗り移り、マッキーを裸にしながらジュンを徹底的に愛撫した。二人が解放されて、江川だけになったところで初めて対話をして幽体同士のセックスをするが、刺激らしい刺激を感じず、白けていたところに、三峰が出現して丁度よいと身体を借りて、体育倉庫で改めてセックスをした。セックスに満足が出来たが、江川との快感が忘れられず、一緒にあの世へ行こうとしたものの、運よく江川が目を覚ましたことで生還されてしまう。そして今度は「江川ともっとエッチをしたい」という心残りから、まだ成仏をしていなかったというオチでこの作品は終わる。
荒沢
江川が通う高校の英語教師で新体操部の顧問でもある。彼氏に振られて、気が荒くなったとのことで、生徒へのとばっちりが顕著になり、江川もとばっちりをくらった腹いせに愛撫を決意。幽体離脱での尾行でトイレで自慰にふけっているのがわかり、欲求不満を解消してやるという意味でもセックスを決行して、優華同様にいかせて失神させた。
ジュン
素行の悪い女子生徒その1。転んだ江川に運悪くスカートの中のパンツを見られたことで一度ボコボコにするが、保健室で授業にサボろうとしたさいにベッドに先客として江川がいたことに気づき、先述の報復として股間を写メで撮り、ネットでばらまくという所業をしようとしたが、幽体離脱をしていた江川に体を操られ、挿入をされてしまう。そして由美子が乗り移ったマッキーにも胸を吸われてしまうなどの恥辱を味わい、イカされてしまう。生徒手帳を落としていたことから保健室に戻った時に、江川がのうのうと寝ていることにムカつき殴って目が覚めたことで、江川を生還させることができた。作中の描写を見る限りは、江川が生身で性行為をした初めての女性。
マッキー
素行の悪い女子生徒その2。ジュンの提案で江川に恥をかかせようとしたが、幽体離脱をした江川に手コキをさせられ、次にはフェラをさせられてしまう。今度はジュンに何かが起きた時に助けようとしたが、あまりにも得体のしれない力に怖くなり、逃げ出そうとしたものの、由美子の力で逃げることが出来ず、むしろ体を乗っ取られてしまい、ジュンとレズエッチさせられてしまい、マッキーの股間を生身の江川にクンニされてしまう。